# Zlakusa
Zlakusa (en serbe cyrillique : Злакуса) est un village de Serbie situé sur le territoire de la Ville d'Užice, district de Zlatibor. Au recensement de 2011, il comptait 675 habitants.

## Géographie
Zlakusa est située à 7 km de Sevojno, à 10 km Požega et à 13 km d'Užice.

## Démographie

### Évolution historique de la population
| 1948 | 1953 | 1961 | 1971 | 1981 | 1991 | 2002 | 2011 |
| ---- | ---- | ---- | ---- | ---- | ---- | ---- | ---- |
| 586  | 615  | 629  | 642  | 705  | 731  | 694  | 675  |

|  |

## Culture et tourisme
Sur une hauteur à proximité du centre du village se trouve l'écomusée de « Terzića avlija ». C'est un village jardin, qui abrite des maisons anciennes, typiques de la Serbie d'autrefois,. Le village sert de cadre à de nombreuses manifestations (séminaires, concerts...). Zlakusa compte une trentaine de maîtres potiers ; en août, ont lieu d'importantes rencontres entre artisans et artistes spécialistes de la céramique ; Sofija Bunardžić, peintre et céramiste, professeur à l'école d'art de la ville Užice a lancé un projet de recherches pour découvrir de nouveaux procédés de fabrication ; elle a appelé sa technique Zlakusa ou Sofija-Zlakusa,,.

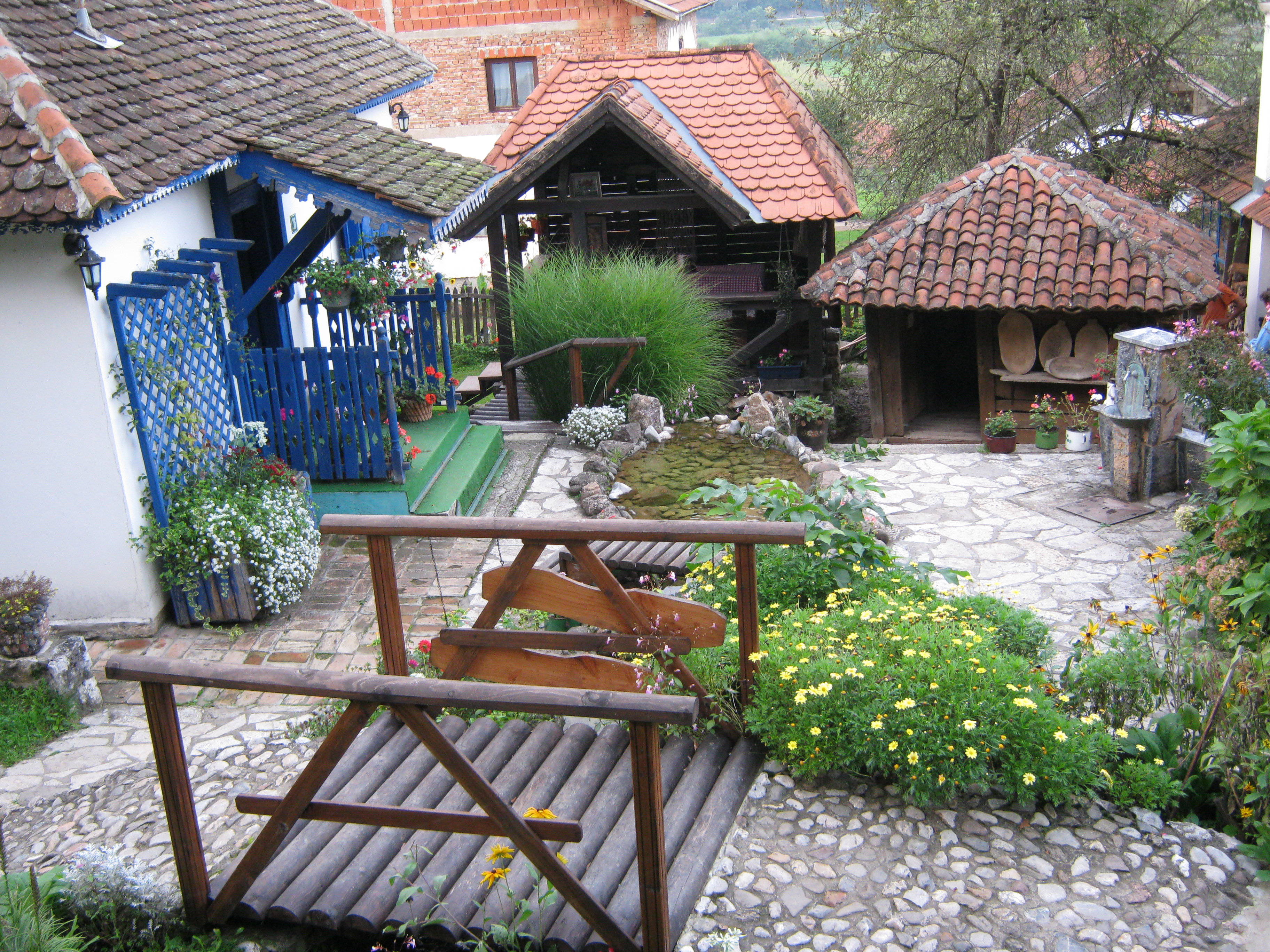
Vue de l'écomusée
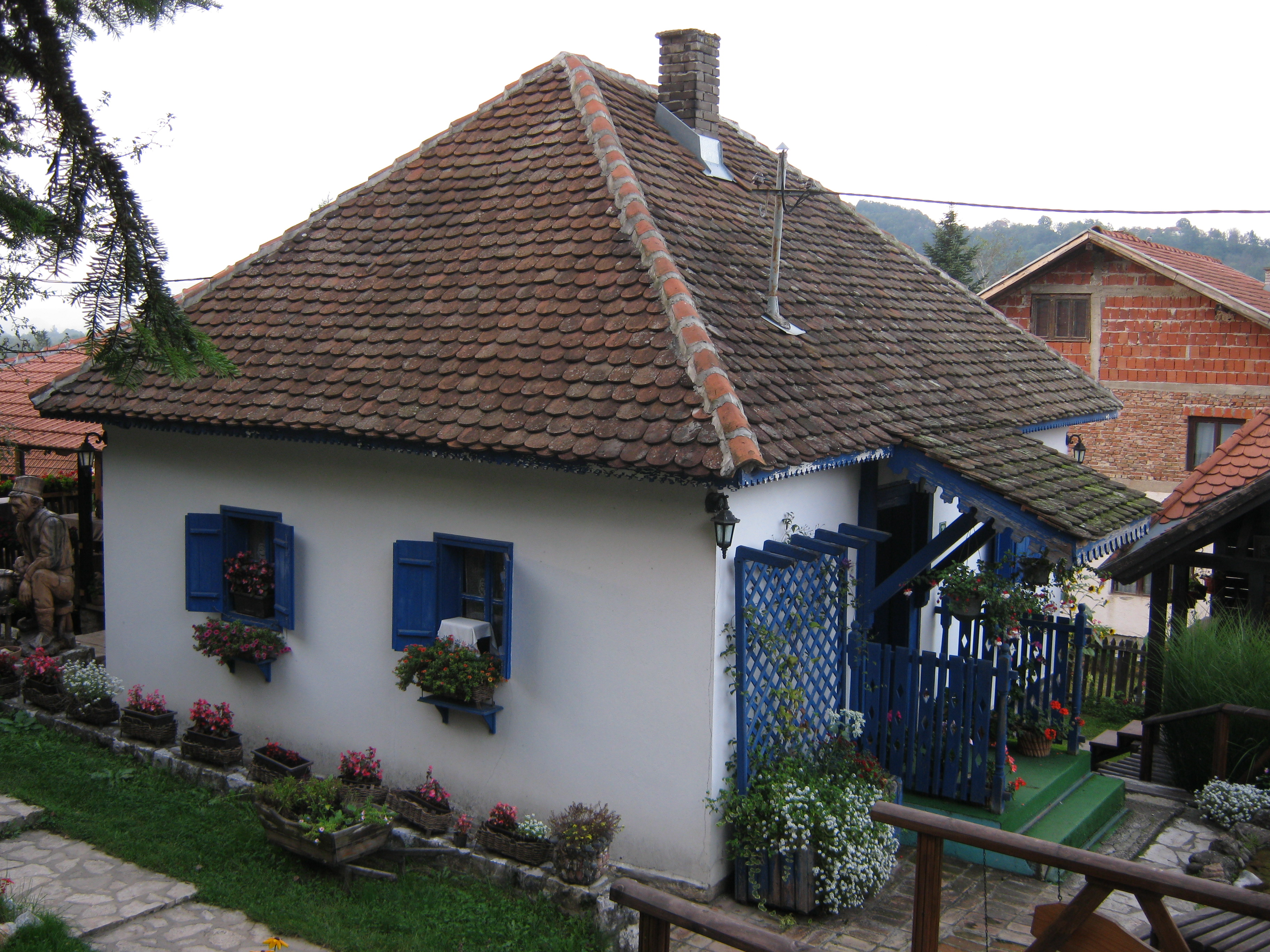
Autre vue
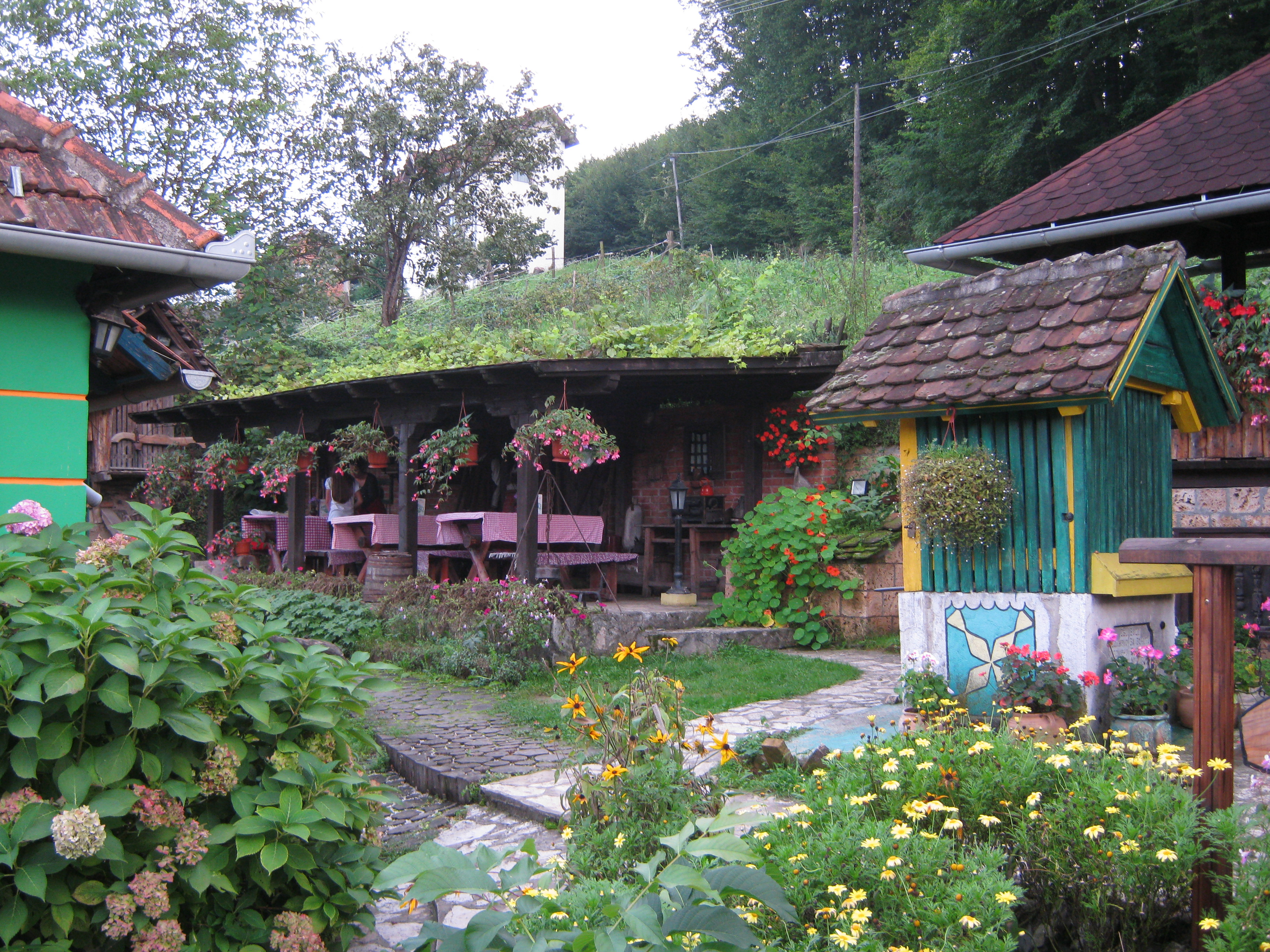
Autre vue
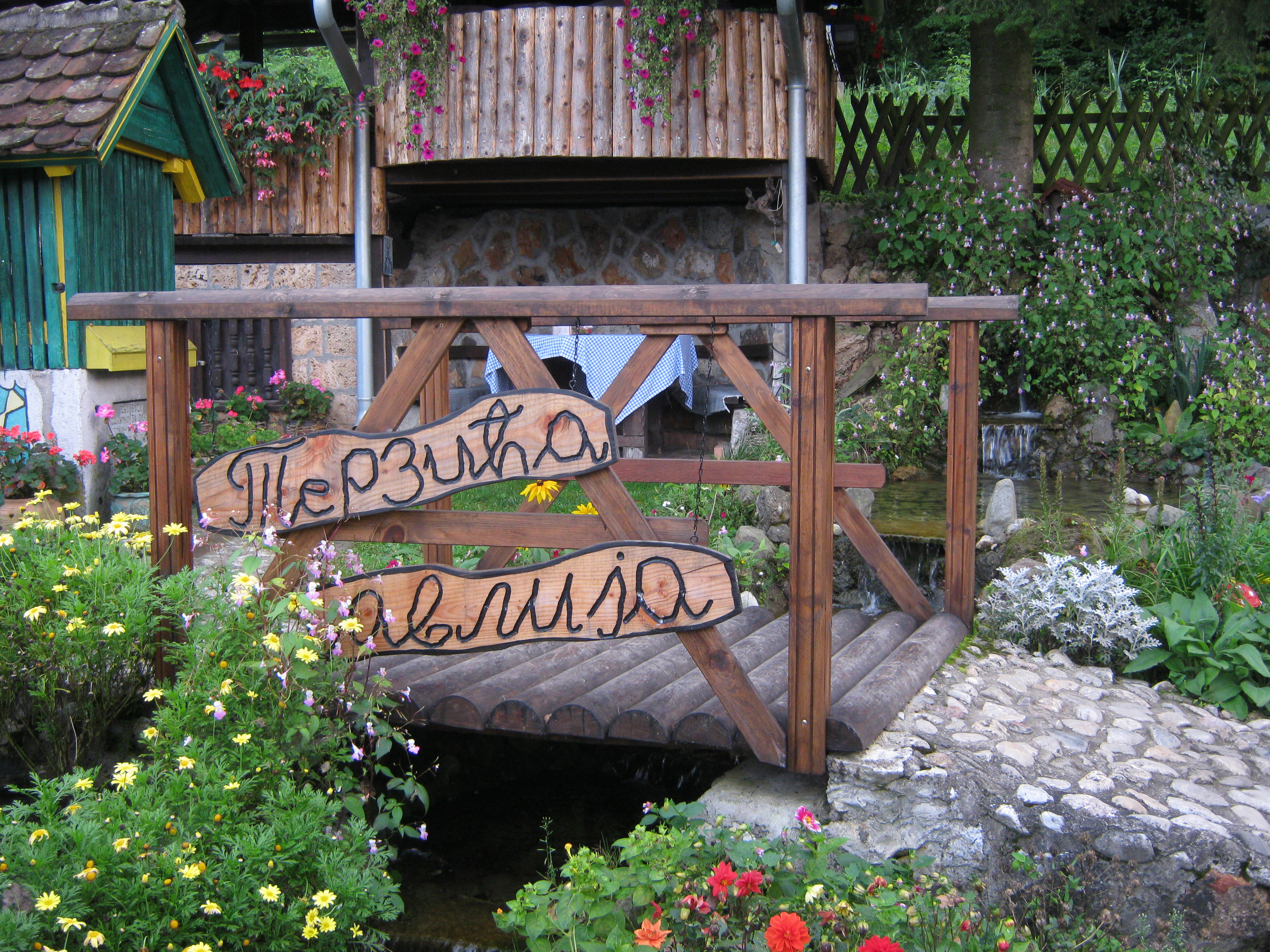
Autre vue